# Liga Uruguaya de Básquetbol 2006-07
La IV Liga Uruguaya de Básquetbol 2006-07, organizada por la FUBB, se inició el 4 de agosto de 2006 y culminó el 5 de febrero de 2007, consagrando a Malvín como campeón por primera vez.

## Sistema de disputa
El sistema de disputa de la Liga consta básicamente de tres etapas: el torneo clasificatorio, la segunda fase y los play-offs que abarca las semifinales y las finales.
La liga comienza con el Clasificatorio, donde cada equipo deberá jugar contra todos sus rivales dos veces, una oficiando de local en su cancha y otra de visitante. Terminada esta fase, pasarán a la próxima ronda los ocho primeros equipos, los dos últimos equipos de la tabla pertenecientes a Montevideo y uno del interior si se encuentra entre los últimos tres, descenderán de categoría para jugar el Torneo Metropolitano 2007, en el caso de los equipos de Montevideo mientras que el del interior volverá al Torneo Regional.
Luego de culminado el Torneo de Clasificación comienzan las ruedas de Apertura y Clausura, donde los equipos clasificados entrarán con la mitad de los puntos obtenidos en la Primera Fase. Jugaran todos contra todos dos veces primero por la rueda de Apertura y luego la Cluasura. Culminada esta fase cuatro equipos quedarán eliminados y cuatro serán los que jueguen los play-offs.
La primera fase de los play-offs son los semifinales donde el primero de la tabla resultante de la Segunda Fase deberá jugar con el cuarto, el segundo con el tercero, al mejor de cinco partidos. De estas semifinales saldrán triunfantes solo dos equipos que se enfrentarán también en cinco contiendas por el título de Campeón de la Liga Uruguaya.

## Equipos participantes
| Club              | Ciudad      |
| ----------------- | ----------- |
| Aguada            | Montevideo  |
| Anastasia         | Fray Bentos |
| Atenas            | Montevideo  |
| Club Biguá        | Montevideo  |
| Defensor Sporting | Montevideo  |
| Goes              | Montevideo  |
| Malvín            | Montevideo  |
| Olimpia           | Montevideo  |
| Paysandú BBC      | Paysandú    |
| Sayago            | Montevideo  |
| Soriano           | Mercedes    |
| Tabaré            | Montevideo  |
| Trouville         | Montevideo  |
| Unión Atlética    | Montevideo  |

## Desarrollo

### Torneo Clasificatorio
Tras esta etapa quedaron ocho clasificados, tres eliminados (que estarán en la Liga 2007-08) y tres descensos, los de Tabaré, Goes y Anastasia.
| Puesto | Equipo            | G  | P  | PJ |
| ------ | ----------------- | -- | -- | -- |
| 1º     | Malvín            | 19 | 7  | 26 |
| 2º     | Trouville         | 17 | 9  | 26 |
| 3º     | Biguá             | 17 | 9  | 26 |
| 4º     | Paysandú BBC      | 16 | 10 | 26 |
| 5º     | Olimpia           | 16 | 10 | 26 |
| 6º     | Aguada            | 16 | 10 | 26 |
| 7º     | Defensor Sporting | 15 | 11 | 26 |
| 8º     | Unión Atlética    | 13 | 13 | 26 |
| 9º     | Sayago            | 12 | 14 | 26 |
| 10º    | Atenas            | 11 | 15 | 26 |
| 11º    | Tabaré            | 9  | 16 | 25 |
| 12º    | Goes              | 8  | 18 | 26 |
| 13º    | Soriano*          | 9  | 17 | 26 |
| 14º    | Anastasia         | 3  | 22 | 25 |

- Soriano fue sancionado con la pérdida de dos puntos.

|  | Equipos clasificados a la Segunda Fase. |
|  | Desciende a Segunda División.           |

### Segunda Fase
| Puesto | Equipo            | G  | P  | Puntos |
| ------ | ----------------- | -- | -- | ------ |
| 1º     | Biguá             | 10 | 4  | 45.5   |
| 2º     | Trouville         | 9  | 5  | 44.5   |
| 3º     | Malvín            | 7  | 7  | 43.5   |
| 4º     | Olimpia           | 8  | 6  | 43     |
| 5º     | Paysandú          | 7  | 7  | 42     |
| 6º     | Aguada            | 5  | 9  | 40     |
| 7º     | Unión Atlética    | 6  | 8  | 39.5   |
| 8º     | Defensor Sporting | 4  | 10 | 38.5   |

|  | Equipos clasificados a Play-offs. |

### Play-offs
|  | Semifinales | Semifinales | Semifinales |        |   | Final | Final | Final |  |
|  |             |             |             |        |   |       |       |       |  |
|  |             |             |             |        |   |       |       |       |  |
|  | 1           | Biguá       | 3           |        |   |       |       |       |  |
|  | 1           | Biguá       | 3           |        |   |       |       |       |  |
|  | 4           | Olimpia     | 2           |        |   |       |       |       |  |
|  | 4           | Olimpia     | 2           |        | 1 | Biguá | 1     |       |  |
|  |             |             |             |        | 1 | Biguá | 1     |       |  |
|  |             |             | 3           | Malvín | 3 |       |       |       |  |
|  | 2           | Trouville   | 3           | Malvín | 3 | 0     |       |       |  |
|  | 2           | Trouville   |             |        |   | 0     |       |       |  |
|  | 3           | Malvín      | 3           |        |   |       |       |       |  |
|  | 3           | Malvín      | 3           |        |   |       |       |       |  |
|  |             |             |             |        |   |       |       |       |  |

| Campeón de la LUB 2006-07  |
| -------------------------- |
| Malvín 1° Título de la LUB |

### Final suspendida
La cuarta final de esta edición de la Liga fue suspendida por los jueces a falta de un segundo para culminar el alargue. El partido
fue suspendido a causa de que los jugadores de Biguá comenzaron a protestarles a los jueces una falta que no fue sancionada, lo cual podría haber terminado en el triunfo de Biguá. En el momento de la suspensión, el partido culminaba con una victoria de Malvín 85-84 consagrándose de esta manera Campeón de la Liga, pero debido a lo sucedido no se le entregó la copa ni se le dio oficialmente el título de campeón porque aún se debía esperar el fallo del Tribunal de Penas de la FUBB. Finalmente al otro día se reunió el Tribunal de Penas y entre otras resoulciones acordadas, como suspensiones a jugadores de Biguá, cierre de cancha para ambos equipos se resolvió que Malvín sería el campeón de la Liga Uruguaya 2006-07.